# 偏基苍耳
偏基苍耳（学名：Xanthium inaequilatum）为菊科苍耳属的植物。分布在日本、台湾、印度尼西亚以及中国大陆的广东、福建等地，生长于海拔300米的地区，一般生于沿海地区的沙质土上，目前尚未由人工引种栽培。